# Étoile de Bessèges 2016
La 46e édition de l'Étoile de Bessèges a eu lieu du 3 au 7 février 2016. La course fait partie du calendrier UCI Europe Tour 2016 en catégorie 2.1.
L'épreuve a été remportée par le Français Jérôme Coppel (IAM), vainqueur de la cinquième étape, qui s'impose respectivement de 13 et 14 secondes devant ses compatriotes Tony Gallopin (Lotto-Soudal) et Thibaut Pinot (FDJ).
Un autre français Bryan Coquard (Direct Énergie), lauréat des première et deuxième étapes, s'adjuge le classement par points tandis que le Suisse Roland Thalmann (Roth) gagne celui de la montagne. Le Français Pierre Latour (AG2R La Mondiale) termine meilleur jeune et la formation française FDJ meilleure équipe.

## Présentation

### Équipes
Classée en catégorie 2.1 de l'UCI Europe Tour, l'Étoile de Bessèges est par conséquent ouverte aux WorldTeams dans la limite de 50 % des équipes participantes, aux équipes continentales professionnelles, aux équipes continentales et aux équipes nationales.
Dix-neuf équipes participent à cette Étoile de Bessèges - quatre WorldTeams, huit équipes continentales professionnelles et sept équipes continentales :
| UCI WorldTeams   | UCI WorldTeams | UCI WorldTeams |
| Nom de l'équipe  | Pays           | Code           |
| ---------------- | -------------- | -------------- |
| AG2R La Mondiale | France         | ALM            |
| FDJ              | France         | FDJ            |
| IAM              | Suisse         | IAM            |
| Lotto-Soudal     | Belgique       | LTS            |

| Équipes continentales professionnelles | Équipes continentales professionnelles | Équipes continentales professionnelles |
| Nom de l'équipe                        | Pays                                   | Code                                   |
| -------------------------------------- | -------------------------------------- | -------------------------------------- |
| Caja Rural-Seguros RGA                 | Espagne                                | CJR                                    |
| Cofidis                                | France                                 | COF                                    |
| Delko-Marseille Provence-KTM           | France                                 | DMP                                    |
| Direct Énergie                         | France                                 | DEN                                    |
| Fortuneo-Vital Concept                 | France                                 | FVC                                    |
| Roth                                   | Suisse                                 | ROT                                    |
| Topsport Vlaanderen-Baloise            | Belgique                               | TSV                                    |
| Wanty-Groupe Gobert                    | Belgique                               | WGG                                    |

| Équipes continentales                 | Équipes continentales | Équipes continentales |
| Nom de l'équipe                       | Pays                  | Code                  |
| ------------------------------------- | --------------------- | --------------------- |
| An Post-ChainReaction                 | Irlande               | SKT                   |
| Armée de Terre                        | France                | ADT                   |
| HP BTP-Auber 93                       | France                | AUB                   |
| Roubaix Métropole européenne de Lille | France                | RML                   |
| Veranclassic-Ago                      | Belgique              | VER                   |
| Verandas Willems                      | Belgique              | VWT                   |
| Wallonie Bruxelles-Group Protect      | Belgique              | WBC                   |

## Étapes
| Étape     | Date   | Villes étapes            | type                        | Distance (km) | Vainqueur d'étape | Leader du classement général |
| --------- | ------ | ------------------------ | --------------------------- | ------------- | ----------------- | ---------------------------- |
| 1re étape | 3 fév. | Bellegarde – Beaucaire   | étape de plaine             | 152,8         | Bryan Coquard     | Bryan Coquard                |
| 2e étape  | 4 fév. | Nîmes – Méjannes-le-Clap | étape de plaine             | 152,8         | Bryan Coquard     | Bryan Coquard                |
| 3e étape  | 5 fév. | Bessèges – Bessèges      | étape vallonnée             | 152,6         | Sylvain Chavanel  | Sylvain Chavanel             |
| 4e étape  | 6 fév. | Tavel – Laudun-l'Ardoise | étape vallonnée             | 148,4         | Ángel Madrazo     | Sylvain Chavanel             |
| 5e étape  | 7 fév. | Alès – Alès              | contre-la-montre individuel | 11,9          | Jérôme Coppel     | Jérôme Coppel                |

## Déroulement de la course

### 1reétape
| Classement de l'étape | Classement de l'étape | Classement de l'étape | Classement de l'étape                 | Classement de l'étape |
|                       | Coureur               | Pays                  | Équipe                                | Temps                 |
| --------------------- | --------------------- | --------------------- | ------------------------------------- | --------------------- |
| 1er                   | Bryan Coquard         | France                | Direct Énergie                        | en 3 h 25 min 38 s    |
| 2e                    | Timothy Dupont        | Belgique              | Verandas Willems                      | m.t                   |
| 3e                    | Antoine Demoitié      | Belgique              | Wanty-Groupe Gobert                   | m.t                   |
| 4e                    | Rudy Barbier          | France                | Roubaix Métropole européenne de Lille | m.t                   |
| 5e                    | Baptiste Planckaert   | Belgique              | Wallonie Bruxelles-Group Protect      | m.t                   |
| 6e                    | Bert Van Lerberghe    | Belgique              | Topsport Vlaanderen-Baloise           | m.t                   |
| 7e                    | Anthony Maldonado     | France                | HP BTP-Auber 93                       | m.t                   |
| 8e                    | Justin Jules          | France                | Veranclassic-Ago                      | m.t                   |
| 9e                    | Arnaud Démare         | France                | FDJ                                   | m.t                   |
| 10e                   | Nicolas Vereecken     | Belgique              | An Post-ChainReaction                 | m.t                   |
| modifier              |                       |                       |                                       |                       |

| Classement général | Classement général  | Classement général | Classement général                    | Classement général |
|                    | Coureur             | Pays               | Équipe                                | Temps              |
| ------------------ | ------------------- | ------------------ | ------------------------------------- | ------------------ |
| 1er                | Bryan Coquard       | France             | Direct Énergie                        | en 3 h 25 min 28 s |
| 2e                 | Timothy Dupont      | Belgique           | Verandas Willems                      | + 4 s              |
| 3e                 | Antoine Demoitié    | Belgique           | Wanty-Groupe Gobert                   | + 6 s              |
| 4e                 | Tony Gallopin       | France             | Lotto-Soudal                          | + 7 s              |
| 5e                 | Sean De Bie         | Belgique           | Lotto-Soudal                          | + 9 s              |
| 6e                 | Rudy Barbier        | France             | Roubaix Métropole européenne de Lille | + 10 s             |
| 7e                 | Baptiste Planckaert | Belgique           | Wallonie Bruxelles-Group Protect      | + 10 s             |
| 8e                 | Bert Van Lerberghe  | Belgique           | Topsport Vlaanderen-Baloise           | + 10 s             |
| 9e                 | Anthony Maldonado   | France             | HP BTP-Auber 93                       | + 10 s             |
| 10e                | Justin Jules        | France             | Veranclassic-Ago                      | + 10 s             |
| modifier           |                     |                    |                                       |                    |

### 2eétape
| Classement de l'étape | Classement de l'étape | Classement de l'étape | Classement de l'étape       | Classement de l'étape |
|                       | Coureur               | Pays                  | Équipe                      | Temps                 |
| --------------------- | --------------------- | --------------------- | --------------------------- | --------------------- |
| 1er                   | Bryan Coquard         | France                | Direct Énergie              | en 3 h 51 min 23 s    |
| 2e                    | Matteo Pelucchi       | Italie                | IAM                         | m.t                   |
| 3e                    | Dimitri Claeys        | Belgique              | Wanty-Groupe Gobert         | m.t                   |
| 4e                    | Bert Van Lerberghe    | Belgique              | Topsport Vlaanderen-Baloise | m.t                   |
| 5e                    | Arnaud Démare         | France                | FDJ                         | m.t                   |
| 6e                    | Romain Feillu         | France                | HP BTP-Auber 93             | m.t                   |
| 7e                    | Antoine Demoitié      | Belgique              | Wanty-Groupe Gobert         | m.t                   |
| 8e                    | Adrien Petit          | France                | Direct Énergie              | m.t                   |
| 9e                    | Mickaël Delage        | France                | FDJ                         | m.t                   |
| 10e                   | Nicolas Vereecken     | Belgique              | An Post-ChainReaction       | m.t                   |
| modifier              |                       |                       |                             |                       |

| Classement général | Classement général | Classement général | Classement général          | Classement général |
|                    | Coureur            | Pays               | Équipe                      | Temps              |
| ------------------ | ------------------ | ------------------ | --------------------------- | ------------------ |
| 1er                | Bryan Coquard      | France             | Direct Énergie              | en 7 h 16 min 41 s |
| 2e                 | Dimitri Claeys     | Belgique           | Wanty-Groupe Gobert         | + 13 s             |
| 3e                 | Timothy Dupont     | Belgique           | Verandas Willems            | + 14 s             |
| 4e                 | Matteo Pelucchi    | Italie             | IAM                         | + 14 s             |
| 5e                 | Antoine Demoitié   | Belgique           | Wanty-Groupe Gobert         | + 16 s             |
| 6e                 | Tony Gallopin      | France             | Lotto-Soudal                | + 17 s             |
| 7e                 | Kai Reus           | Pays-Bas           | Verandas Willems            | + 18 s             |
| 8e                 | Sean De Bie        | Belgique           | Lotto-Soudal                | + 19 s             |
| 9e                 | Bert Van Lerberghe | Belgique           | Topsport Vlaanderen-Baloise | + 20 s             |
| 10e                | Arnaud Démare      | France             | FDJ                         | + 20 s             |
| modifier           |                    |                    |                             |                    |

### 3eétape
| Classement de l'étape | Classement de l'étape | Classement de l'étape | Classement de l'étape            | Classement de l'étape |
|                       | Coureur               | Pays                  | Équipe                           | Temps                 |
| --------------------- | --------------------- | --------------------- | -------------------------------- | --------------------- |
| 1er                   | Sylvain Chavanel      | France                | Direct Énergie                   | en 3 h 40 min 6 s     |
| 2e                    | Tony Gallopin         | France                | Lotto-Soudal                     | m.t                   |
| 3e                    | Arthur Vichot         | France                | FDJ                              | m.t                   |
| 4e                    | Sébastien Delfosse    | Belgique              | Wallonie Bruxelles-Group Protect | m.t                   |
| 5e                    | Jérôme Cousin         | France                | Cofidis                          | m.t                   |
| 6e                    | Romain Hardy          | France                | Cofidis                          | m.t                   |
| 7e                    | Fabricio Ferrari      | Uruguay               | Caja Rural-Seguros RGA           | m.t                   |
| 8e                    | Flavien Dassonville   | France                | HP BTP-Auber 93                  | m.t                   |
| 9e                    | Boris Dron            | Belgique              | Wanty-Groupe Gobert              | m.t                   |
| 10e                   | Maxime Cam            | France                | Fortuneo-Vital Concept           | m.t                   |
| modifier              |                       |                       |                                  |                       |

| Classement général | Classement général  | Classement général | Classement général               | Classement général  |
|                    | Coureur             | Pays               | Équipe                           | Temps               |
| ------------------ | ------------------- | ------------------ | -------------------------------- | ------------------- |
| 1er                | Sylvain Chavanel    | France             | Direct Énergie                   | en 10 h 56 min 53 s |
| 2e                 | Tony Gallopin       | France             | Lotto-Soudal                     | + 2 s               |
| 3e                 | Arthur Vichot       | France             | FDJ                              | + 9 s               |
| 4e                 | Boris Dron          | Belgique           | Wanty-Groupe Gobert              | + 11 s              |
| 5e                 | Jérôme Cousin       | France             | Cofidis                          | + 12 s              |
| 6e                 | Angélo Tulik        | France             | Direct Énergie                   | + 14 s              |
| 7e                 | Anthony Delaplace   | France             | Fortuneo-Vital Concept           | + 14 s              |
| 8e                 | Antoine Warnier     | Belgique           | Wallonie Bruxelles-Group Protect | + 14 s              |
| 9e                 | Flavien Dassonville | France             | HP BTP-Auber 93                  | + 14 s              |
| 10e                | Hubert Dupont       | France             | AG2R La Mondiale                 | + 14 s              |
| modifier           |                     |                    |                                  |                     |

### 4eétape
| Classement de l'étape | Classement de l'étape | Classement de l'étape | Classement de l'étape                 | Classement de l'étape |
|                       | Coureur               | Pays                  | Équipe                                | Temps                 |
| --------------------- | --------------------- | --------------------- | ------------------------------------- | --------------------- |
| 1er                   | Ángel Madrazo         | Espagne               | Caja Rural-Seguros RGA                | en 3 h 35 min 18 s    |
| 2e                    | Evaldas Šiškevičius   | Lituanie              | Delko-Marseille Provence-KTM          | + 2 s                 |
| 3e                    | Dieter Bouvry         | Belgique              | Roubaix Métropole européenne de Lille | + 4 s                 |
| 4e                    | Frédéric Brun         | France                | Fortuneo-Vital Concept                | + 7 s                 |
| 5e                    | Jacob Scott           | Royaume-Uni           | An Post-ChainReaction                 | + 11 s                |
| 6e                    | Thomas Rostollan      | France                | Armée de Terre                        | + 11 s                |
| 7e                    | Timothy Dupont        | Belgique              | Verandas Willems                      | + 13 s                |
| 8e                    | Sylvain Chavanel      | France                | Direct Énergie                        | + 13 s                |
| 9e                    | Romain Feillu         | France                | HP BTP-Auber 93                       | + 13 s                |
| 10e                   | Baptiste Planckaert   | Belgique              | Wallonie Bruxelles-Group Protect      | + 13 s                |
| modifier              |                       |                       |                                       |                       |

| Classement général | Classement général | Classement général | Classement général               | Classement général  |
|                    | Coureur            | Pays               | Équipe                           | Temps               |
| ------------------ | ------------------ | ------------------ | -------------------------------- | ------------------- |
| 1er                | Sylvain Chavanel   | France             | Direct Énergie                   | en 14 h 32 min 24 s |
| 2e                 | Tony Gallopin      | France             | Lotto-Soudal                     | + 2 s               |
| 3e                 | Arthur Vichot      | France             | FDJ                              | + 9 s               |
| 4e                 | Jérôme Cousin      | France             | Cofidis                          | + 12 s              |
| 5e                 | Anthony Delaplace  | France             | Fortuneo-Vital Concept           | + 14 s              |
| 6e                 | Pierre Latour      | France             | AG2R La Mondiale                 | + 14 s              |
| 7e                 | Dries Devenyns     | Belgique           | IAM                              | + 14 s              |
| 8e                 | Thibaut Pinot      | France             | FDJ                              | + 14 s              |
| 9e                 | Romain Hardy       | France             | Cofidis                          | + 14 s              |
| 10e                | Sébastien Delfosse | Belgique           | Wallonie Bruxelles-Group Protect | + 14 s              |
| modifier           |                    |                    |                                  |                     |

### 5eétape
| Classement de l'étape | Classement de l'étape  | Classement de l'étape | Classement de l'étape | Classement de l'étape |
|                       | Coureur                | Pays                  | Équipe                | Temps                 |
| --------------------- | ---------------------- | --------------------- | --------------------- | --------------------- |
| 1er                   | Jérôme Coppel          | France                | IAM                   | en 16 min 48 s        |
| 2e                    | Thibaut Pinot          | France                | FDJ                   | + 14 s                |
| 3e                    | Jean-Christophe Péraud | France                | AG2R La Mondiale      | + 15 s                |
| 4e                    | Tony Gallopin          | France                | Lotto-Soudal          | + 25 s                |
| 5e                    | Sylvain Chavanel       | France                | Direct Énergie        | + 30 s                |
| 6e                    | Dries Devenyns         | Belgique              | IAM                   | + 33 s                |
| 7e                    | Arthur Vichot          | France                | FDJ                   | + 33 s                |
| 8e                    | Pierre Latour          | France                | AG2R La Mondiale      | + 40 s                |
| 9e                    | Sander Armée           | Belgique              | Lotto-Soudal          | + 40 s                |
| 10e                   | Maxime Monfort         | Belgique              | Lotto-Soudal          | + 43 s                |
| modifier              |                        |                       |                       |                       |

## Classements finals

### Classement général final
| Classement général final | Classement général final | Classement général final | Classement général final              | Classement général final |
|                          | Coureur                  | Pays                     | Équipe                                | Temps                    |
| ------------------------ | ------------------------ | ------------------------ | ------------------------------------- | ------------------------ |
| 1er                      | Jérôme Coppel            | France                   | IAM                                   | en 14 h 49 min 26 s      |
| 2e                       | Tony Gallopin            | France                   | Lotto-Soudal                          | + 13 s                   |
| 3e                       | Thibaut Pinot            | France                   | FDJ                                   | + 14 s                   |
| 4e                       | Sylvain Chavanel         | France                   | Direct Énergie                        | + 16 s                   |
| 5e                       | Arthur Vichot            | France                   | FDJ                                   | + 28 s                   |
| 6e                       | Dries Devenyns           | Belgique                 | IAM                                   | + 33 s                   |
| 7e                       | Pierre Latour            | France                   | AG2R La Mondiale                      | + 40 s                   |
| 8e                       | Maxime Monfort           | Belgique                 | Lotto-Soudal                          | + 49 s                   |
| 9e                       | Anthony Delaplace        | France                   | Fortuneo-Vital Concept                | + 53 s                   |
| 10e                      | Julien Antomarchi        | France                   | Roubaix Métropole européenne de Lille | + 1 min 0 s              |
| modifier                 |                          |                          |                                       |                          |

### Classements annexes
| Classement par points | Classement par points | Classement par points | Classement par points  | Classement par points |
| --------------------- | --------------------- | --------------------- | ---------------------- | --------------------- |
|                       | Coureur               | Pays                  | Équipe                 | Point(s)              |
| 1er                   | Bryan Coquard         | France                | Direct Énergie         | 54 points             |
| 2e                    | Ángel Madrazo         | Espagne               | Caja Rural-Seguros RGA | 43 pts                |
| 3e                    | Sylvain Chavanel      | France                | Direct Énergie         | 41 pts                |
| modifier              |                       |                       |                        |                       |

| Classement de la montagne | Classement de la montagne | Classement de la montagne | Classement de la montagne | Classement de la montagne |
| ------------------------- | ------------------------- | ------------------------- | ------------------------- | ------------------------- |
|                           | Coureur                   | Pays                      | Équipe                    | Point(s)                  |
| 1er                       | Roland Thalmann           | Suisse                    | Roth                      | 18 points                 |
| 2e                        | Jérôme Coppel             | France                    | IAM                       | 16 pts                    |
| 3e                        | Thibaut Pinot             | France                    | FDJ                       | 16 pts                    |
| modifier                  |                           |                           |                           |                           |

| Classement du meilleur jeune | Classement du meilleur jeune | Classement du meilleur jeune | Classement du meilleur jeune     | Classement du meilleur jeune |
|                              | Coureur                      | Pays                         | Équipe                           | Temps                        |
| ---------------------------- | ---------------------------- | ---------------------------- | -------------------------------- | ---------------------------- |
| 1er                          | Pierre Latour                | France                       | AG2R La Mondiale                 | en 14 h 50 min 6 s           |
| 2e                           | Antoine Warnier              | Belgique                     | Wallonie Bruxelles-Group Protect | + 55 s                       |
| 3e                           | Jacob Scott                  | Royaume-Uni                  | An Post-ChainReaction            | + 3 min 29 s                 |
| modifier                     |                              |                              |                                  |                              |

| Classement par équipes | Classement par équipes | Classement par équipes | Classement par équipes |
|                        | Équipe                 | Pays                   | Temps                  |
| ---------------------- | ---------------------- | ---------------------- | ---------------------- |
| 1re                    | FDJ                    | France                 | en 44 h 31 min 11 s    |
| 2e                     | AG2R La Mondiale       | France                 | + 1 min 0 s            |
| 3e                     | IAM                    | Suisse                 | + 1 min 20 s           |
| modifier               |                        |                        |                        |

### UCI Europe Tour
Cette Étoile de Bessèges attribue des points pour l'UCI Europe Tour 2016, y compris aux coureurs faisant partie d'une équipe ayant un label WorldTeam. De plus la course donne le même nombre de points individuellement à tous les coureurs pour le Classement mondial UCI 2016.
| Position           | 1er | 2e | 3e | 4e | 5e | 6e | 7e | 8e | 9e | 10e | 11e | 12e | 13e à 15e | 16e à 25e |
| Classement général | 125 | 85 | 70 | 60 | 50 | 40 | 35 | 30 | 25 | 20  | 15  | 10  | 5         | 3         |
| Par étape          | 14  | 5  | 3  |    |    |    |    |    |    |     |     |     |           |           |
| Leader, par étape  | 3   |    |    |    |    |    |    |    |    |     |     |     |           |           |

| Cycliste               | Équipe                                | Général | Étape | Leader | Total |
| ---------------------- | ------------------------------------- | ------- | ----- | ------ | ----- |
| Jérôme Coppel          | IAM                                   | 125     | 14    | -      | 139   |
| Tony Gallopin          | Lotto-Soudal                          | 85      | 5     | -      | 90    |
| Sylvain Chavanel       | Direct Énergie                        | 60      | 14    | 6      | 80    |
| Thibaut Pinot          | FDJ                                   | 70      | 5     | -      | 75    |
| Arthur Vichot          | FDJ                                   | 50      | 3     | -      | 53    |
| Dries Devenyns         | IAM                                   | 40      | -     | -      | 40    |
| Pierre Latour          | AG2R La Mondiale                      | 35      | -     | -      | 35    |
| Bryan Coquard          | Direct Énergie                        | -       | 28    | 6      | 34    |
| Maxime Monfort         | Lotto-Soudal                          | 30      | -     | -      | 30    |
| Anthony Delaplace      | Fortuneo-Vital Concept                | 25      | -     | -      | 25    |
| Julien Antomarchi      | Roubaix Métropole européenne de Lille | 20      | -     | -      | 20    |
| Ángel Madrazo          | Caja Rural-Seguros RGA                | 3       | 14    | -      | 17    |
| Sébastien Delfosse     | Wallonie Bruxelles-Group Protect      | 15      | -     | -      | 15    |
| Jérôme Cousin          | Cofidis                               | 10      | -     | -      | 10    |
| Jean-Christophe Péraud | AG2R La Mondiale                      | 3       | 3     | -      | 6     |
| Maxime Cam             | Fortuneo-Vital Concept                | 5       | -     | -      | 5     |
| Boris Dron             | Wanty-Groupe Gobert                   | 5       | -     | -      | 5     |
| Timothy Dupont         | Verandas Willems                      | -       | 5     | -      | 5     |
| Matteo Pelucchi        | IAM                                   | -       | 5     | -      | 5     |
| Evaldas Šiškevičius    | Delko-Marseille Provence-KTM          | -       | 5     | -      | 5     |
| Antoine Warnier        | Wallonie Bruxelles-Group Protect      | 5       | -     | -      | 5     |
| Dieter Bouvry          | Roubaix Métropole européenne de Lille | -       | 3     | -      | 3     |
| Dimitri Claeys         | Wanty-Groupe Gobert                   | -       | 3     | -      | 3     |
| Flavien Dassonville    | HP BTP-Auber 93                       | 3       | -     | -      | 3     |
| Antoine Demoitié       | Wanty-Groupe Gobert                   | -       | 3     | -      | 3     |
| Hubert Dupont          | AG2R La Mondiale                      | 3       | -     | -      | 3     |
| Fabricio Ferrari       | Caja Rural-Seguros RGA                | 3       | -     | -      | 3     |
| Romain Hardy           | Cofidis                               | 3       | -     | -      | 3     |
| Oliver Naesen          | IAM                                   | 3       | -     | -      | 3     |
| Sébastien Reichenbach  | FDJ                                   | 3       | -     | -      | 3     |
| Angélo Tulik           | Direct Énergie                        | 3       | -     | -      | 3     |
| Maxime Vantomme        | Roubaix Métropole européenne de Lille | 3       | -     | -      | 3     |

## Évolution des classements
| Étape            | Vainqueur        | Classement général | Classement par points | Classement de la montagne | Classement du meilleur jeune | Classement par équipes |
| ---------------- | ---------------- | ------------------ | --------------------- | ------------------------- | ---------------------------- | ---------------------- |
| 1                | Bryan Coquard    | Bryan Coquard      | Bryan Coquard         | Roland Thalmann           | Anthony Turgis               | Direct Énergie         |
| 2                | Bryan Coquard    | Bryan Coquard      | Bryan Coquard         | Roland Thalmann           | Dylan Page                   | Direct Énergie         |
| 3                | Sylvain Chavanel | Sylvain Chavanel   | Bryan Coquard         | Jérôme Cousin             | Antoine Warnier              | FDJ                    |
| 4                | Ángel Madrazo    | Sylvain Chavanel   | Bryan Coquard         | Roland Thalmann           | Pierre Latour                | FDJ                    |
| 5                | Jérôme Coppel    | Jérôme Coppel      | Bryan Coquard         | Roland Thalmann           | Pierre Latour                | FDJ                    |
| Classement final | Classement final | Jérôme Coppel      | Bryan Coquard         | Roland Thalmann           | Pierre Latour                | FDJ                    |

## Liste des participants
- Liste de départ complète

| Légende                             | Légende                                                                                                  | Légende                                | Légende                                                                                                  |
| ----------------------------------- | --- | -------------------------------------- | --- |
| Num                                 | Dossard de départ porté par le coureur sur cette Étoile de Bessèges                                      | Pos                                    | Position finale au classement général                                                                    |
| Leader du classement général        | Indique le vainqueur du classement général                                                               | Leader du classement par points        | Indique le vainqueur du classement par points                                                            |
| Leader du classement de la montagne | Indique le vainqueur du classement de la montagne                                                        | Leader du classement du meilleur jeune | Indique le vainqueur du classement du meilleur jeune                                                     |
|                                     | Indique un maillot de champion national ou mondial, suivi de sa spécialité                               | #                                      | Indique la meilleure équipe                                                                              |
| NP                                  | Indique un coureur qui n'a pas pris le départ d'une étape, suivi du numéro de l'étape où il s'est retiré | AB                                     | Indique un coureur qui n'a pas terminé une étape, suivi du numéro de l'étape où il s'est retiré          |
| HD                                  | Indique un coureur qui a terminé une étape hors des délais, suivi du numéro de l'étape                   | *                                      | Indique un coureur en lice pour le classement du meilleur jeune (coureurs nés après le 1er janvier 1993) |

| Lotto-Soudal LTS                 | Lotto-Soudal LTS         | Lotto-Soudal LTS |
| -------------------------------- | ------------------------ | ---------------- |
| Num                              | Coureur                  | Pos              |
| 1                                | Tony Gallopin (FRA)      | 2e               |
| 2                                | Sander Armée (BEL)       | 33e              |
| 3                                | Stig Broeckx (BEL)       | 53e              |
| 4                                | Sean De Bie (BEL)        | 39e              |
| 5                                | Maxime Monfort (BEL)     | 8e               |
| 6                                | Tosh Van der Sande (BEL) | 82e              |
| 7                                | Jelle Vanendert (BEL)    | 96e              |
| 8                                | Jelle Wallays (BEL)      | 62e              |
| Directeur sportif : Marc Wauters |                          |                  |

| FDJ # FDJ                       | FDJ # FDJ                   | FDJ # FDJ |
| ------------------------------- | --------------------------- | --------- |
| Num                             | Coureur                     | Pos       |
| 11                              | Thibaut Pinot (FRA)         | 3e        |
| 12                              | Arnaud Démare (FRA)         | 59e       |
| 13                              | Mickaël Delage (FRA)        | NP-5      |
| 14                              | Sébastien Reichenbach (SUI) | 21e       |
| 15                              | Arthur Vichot (FRA)         | 5e        |
| 16                              | Kévin Réza (FRA)            | 63e       |
| 17                              | Daniel Hoelgaard (NOR)*     | 103e      |
| 18                              | Ignatas Konovalovas (LTU)   | 49e       |
| Directeur sportif : Yvon Madiot |                             |           |

| AG2R La Mondiale ALM              | AG2R La Mondiale ALM         | AG2R La Mondiale ALM |
| --------------------------------- | ---------------------------- | -------------------- |
| Num                               | Coureur                      | Pos                  |
| 21                                | François Bidard (FRA)        | 92e                  |
| 22                                | Guillaume Bonnafond (FRA)    | 91e                  |
| 23                                | Nico Denz (GER)*             | 85e                  |
| 24                                | Quentin Jauregui (FRA)*      | 89e                  |
| 25                                | Blel Kadri (FRA)             | 106e                 |
| 26                                | Pierre Latour (FRA)*         | 7e                   |
| 27                                | Hubert Dupont (FRA)          | 19e                  |
| 28                                | Jean-Christophe Péraud (FRA) | 17e                  |
| Directeur sportif : Julien Jurdie |                              |                      |

| IAM                                  | IAM                       | IAM  |
| ------------------------------------ | ------------------------- | ---- |
| Num                                  | Coureur                   | Pos  |
| 31                                   | Jérôme Coppel (FRA) (Clm) | 1er  |
| 32                                   | Dries Devenyns (BEL)      | 6e   |
| 33                                   | Sondre Holst Enger (NOR)* | 90e  |
| 34                                   | Pirmin Lang (SUI)         | NP-1 |
| 35                                   | Oliver Naesen (BEL)       | 24e  |
| 36                                   | Matteo Pelucchi (ITA)     | 112e |
| 37                                   | Lawrence Warbasse (USA)   | 75e  |
| 38                                   | Jonathan Fumeaux (SUI)    | 37e  |
| Directeur sportif : Thierry Marichal |                           |      |

| Direct Énergie DEN                    | Direct Énergie DEN     | Direct Énergie DEN |
| ------------------------------------- | ---------------------- | ------------------ |
| Num                                   | Coureur                | Pos                |
| 41                                    | Thomas Voeckler (FRA)  | 107e               |
| 42                                    | Sylvain Chavanel (FRA) | 4e                 |
| 43                                    | Bryan Coquard (FRA)    | 57e                |
| 44                                    | Antoine Duchesne (CAN) | 104e               |
| 45                                    | Julien Morice (FRA)    | 100e               |
| 46                                    | Adrien Petit (FRA)     | 71e                |
| 47                                    | Perrig Quéméneur (FRA) | 113e               |
| 48                                    | Angélo Tulik (FRA)     | 18e                |
| Directeur sportif : Dominique Arnould |                        |                    |

| Caja Rural-Seguros RGA CJR             | Caja Rural-Seguros RGA CJR | Caja Rural-Seguros RGA CJR |
| -------------------------------------- | -------------------------- | -------------------------- |
| Num                                    | Coureur                    | Pos                        |
| 51                                     | Javier Aramendia (ESP)     | 99e                        |
| 52                                     | Carlos Barbero (ESP)       | AB-2                       |
| 53                                     | Miguel Ángel Benito (ESP)* | 58e                        |
| 54                                     | Sergio Pardilla (ESP)      | 72e                        |
| 55                                     | Fabricio Ferrari (URU)     | 20e                        |
| 56                                     | Diego Rubio (ESP)          | 35e                        |
| 57                                     | Jonathan Lastra (ESP)*     | 67e                        |
| 58                                     | Ángel Madrazo (ESP)        | 23e                        |
| Directeur sportif : Eugenio Goikoetxea |                            |                            |

| Cofidis COF                        | Cofidis COF             | Cofidis COF |
| ---------------------------------- | ----------------------- | ----------- |
| Num                                | Coureur                 | Pos         |
| 61                                 | Jérôme Cousin (FRA)     | 12e         |
| 62                                 | Jonas Ahlstrand (SWE)   | NP-3        |
| 63                                 | Arnold Jeannesson (FRA) | 43e         |
| 64                                 | Anthony Perez (FRA)     | NP-5        |
| 65                                 | Florian Sénéchal (FRA)* | 66e         |
| 66                                 | Anthony Turgis (FRA)*   | 55e         |
| 67                                 | Kenneth Vanbilsen (BEL) | NP-3        |
| 68                                 | Romain Hardy (FRA)      | 16e         |
| Directeur sportif : Alain Deloeuil |                         |             |

| Fortuneo-Vital Concept FVC        | Fortuneo-Vital Concept FVC | Fortuneo-Vital Concept FVC |
| --------------------------------- | -------------------------- | -------------------------- |
| Num                               | Coureur                    | Pos                        |
| 71                                | Jonathan Hivert (FRA)      | AB-2                       |
| 72                                | Frédéric Brun (FRA)        | 38e                        |
| 73                                | Maxime Cam (FRA)           | 15e                        |
| 74                                | Anthony Delaplace (FRA)    | 9e                         |
| 75                                | Kévin Ledanois (FRA)*      | AB-3                       |
| 76                                | Armindo Fonseca (FRA)      | 78e                        |
| 77                                | Franck Bonnamour (FRA)*    | 52e                        |
| 78                                | Brice Feillu (FRA)         | 41e                        |
| Directeur sportif : Denis Leproux |                            |                            |

| Delko-Marseille Provence-KTM DMP    | Delko-Marseille Provence-KTM DMP | Delko-Marseille Provence-KTM DMP |
| ----------------------------------- | -------------------------------- | -------------------------------- |
| Num                                 | Coureur                          | Pos                              |
| 81                                  | Asbjørn Kragh Andersen (DEN)     | AB-1                             |
| 82                                  | Mikel Aristi (ESP)*              | 61e                              |
| 83                                  | Leonardo Duque (COL)             | 73e                              |
| 84                                  | Thierry Hupond (FRA)             | 51e                              |
| 85                                  | Benjamin Giraud (FRA)            | 97e                              |
| 86                                  | Martin Laas (EST)*               | 121e                             |
| 87                                  | Quentin Pacher (FRA)             | 95e                              |
| 88                                  | Evaldas Šiškevičius (LTU)        | 29e                              |
| Directeur sportif : Gilles Pauchard |                                  |                                  |

| Roubaix Métropole européenne de Lille RML | Roubaix Métropole européenne de Lille RML | Roubaix Métropole européenne de Lille RML |
| ----------------------------------------- | ----------------------------------------- | ----------------------------------------- |
| Num                                       | Coureur                                   | Pos                                       |
| 91                                        | Julien Antomarchi (FRA)                   | 10e                                       |
| 92                                        | Rudy Barbier (FRA)                        | NP-3                                      |
| 93                                        | Florent Pereira (FRA)*                    | 68e                                       |
| 94                                        | Daan Myngheer (BEL)*                      | 48e                                       |
| 95                                        | Maxime Vantomme (BEL)                     | 25e                                       |
| 96                                        | Dieter Bouvry (BEL)                       | 44e                                       |
| 97                                        | Louis Verhelst (BEL)                      | 47e                                       |
| 98                                        | Jimmy Turgis (FRA)                        | 40e                                       |
| Directeur sportif : Frédéric Delcambre    |                                           |                                           |

| Topsport Vlaanderen-Baloise TSV       | Topsport Vlaanderen-Baloise TSV | Topsport Vlaanderen-Baloise TSV |
| ------------------------------------- | ------------------------------- | ------------------------------- |
| Num                                   | Coureur                         | Pos                             |
| 101                                   | Gijs Van Hoecke (BEL)           | 28e                             |
| 102                                   | Maxime Farazijn (BEL)*          | 76e                             |
| 103                                   | Bert Van Lerberghe (BEL)        | 64e                             |
| 104                                   | Thomas Sprengers (BEL)          | NP-3                            |
| 105                                   | Aimé De Gendt (BEL)*            | 114e                            |
| 106                                   | Ruben Pols (BEL)*               | 102e                            |
| 107                                   | Jonas Rickaert (BEL)*           | AB-3                            |
| 108                                   | Sander Helven (BEL)             | 54e                             |
| Directeur sportif : Walter Planckaert |                                 |                                 |

| Wanty-Groupe Gobert WGG                      | Wanty-Groupe Gobert WGG  | Wanty-Groupe Gobert WGG |
| -------------------------------------------- | ------------------------ | ----------------------- |
| Num                                          | Coureur                  | Pos                     |
| 111                                          | Frederik Backaert (BEL)  | AB-3                    |
| 112                                          | Dimitri Claeys (BEL)     | 46e                     |
| 113                                          | Antoine Demoitié (BEL)   | 87e                     |
| 114                                          | Tom Devriendt (BEL)      | 42e                     |
| 115                                          | Boris Dron (BEL)         | 13e                     |
| 116                                          | Jérôme Baugnies (BEL)    | 74e                     |
| 117                                          |                          |                         |
| 118                                          | Frederik Veuchelen (BEL) | 36e                     |
| Directeur sportif : Hilaire Van der Schueren |                          |                         |

| HP BTP-Auber 93 AUB                  | HP BTP-Auber 93 AUB       | HP BTP-Auber 93 AUB |
| ------------------------------------ | ------------------------- | ------------------- |
| Num                                  | Coureur                   | Pos                 |
| 121                                  | Julien Guay (FRA)         | 84e                 |
| 122                                  | Flavien Dassonville (FRA) | 22e                 |
| 123                                  | Romain Feillu (FRA)       | 45e                 |
| 124                                  | Alo Jakin (EST)           | 81e                 |
| 125                                  | César Bihel (FRA)         | 79e                 |
| 126                                  | David Menut (FRA)         | 88e                 |
| 127                                  | Guillaume Levarlet (FRA)  | 60e                 |
| 128                                  | Anthony Maldonado (FRA)   | 70e                 |
| Directeur sportif : Stéphane Javalet |                           |                     |

| Roth ROT                        | Roth ROT                 | Roth ROT |
| ------------------------------- | ------------------------ | -------- |
| Num                             | Coureur                  | Pos      |
| 131                             | Nicolas Baldo (FRA)      | NP-4     |
| 132                             | Tristan Marguet (SUI)    | AB-1     |
| 133                             | Marco D'Urbano (ITA)     | NP-5     |
| 134                             | Roland Thalmann (SUI)*   | 105e     |
| 135                             | Grischa Janorschke (GER) | 117e     |
| 136                             | Dylan Page (SUI)*        | 111e     |
| 137                             | Rino Zampilli (ITA)      | NP-5     |
| 138                             | Colin Stüssi (SUI)*      | AB-4     |
| Directeur sportif : Uwe Peschel |                          |          |

| Wallonie Bruxelles-Group Protect WBC  | Wallonie Bruxelles-Group Protect WBC | Wallonie Bruxelles-Group Protect WBC |
| ------------------------------------- | ------------------------------------ | ------------------------------------ |
| Num                                   | Coureur                              | Pos                                  |
| 141                                   | Baptiste Planckaert (BEL)            | NP-5                                 |
| 142                                   | Grégory Habeaux (BEL)                | 77e                                  |
| 143                                   | Gaëtan Pons (BEL)                    | 109e                                 |
| 144                                   | Antoine Warnier (BEL)*               | 14e                                  |
| 145                                   | Olivier Pardini (BEL)                | 26e                                  |
| 146                                   | Jimmy Duquennoy (BEL)*               | AB-3                                 |
| 147                                   | Sébastien Delfosse (BEL)             | 11e                                  |
| 148                                   | Julien Stassen (BEL)                 | 80e                                  |
| Directeur sportif : Frédéric Amorison |                                      |                                      |

| Armée de Terre ADT               | Armée de Terre ADT      | Armée de Terre ADT |
| -------------------------------- | ----------------------- | ------------------ |
| Num                              | Coureur                 | Pos                |
| 151                              | Yannis Yssaad (FRA)*    | 115e               |
| 152                              | Benoît Sinner (FRA)     | NP-3               |
| 153                              | Julien Duval (FRA)      | 93e                |
| 154                              | Jordan Levasseur (FRA)* | 108e               |
| 155                              | Alexis Bodiot (FRA)     | AB-3               |
| 156                              | Stéphane Poulhiès (FRA) | 98e                |
| 157                              | Thomas Rostollan (FRA)  | 27e                |
| 158                              | Benjamin Thomas (FRA)*  | NP-3               |
| Directeur sportif : Jimmy Casper |                         |                    |

| An Post-ChainReaction SKT         | An Post-ChainReaction SKT | An Post-ChainReaction SKT |
| --------------------------------- | ------------------------- | ------------------------- |
| Num                               | Coureur                   | Pos                       |
| 161                               | Calvin Watson (AUS)*      | NP-5                      |
| 162                               | Jacob Scott (GBR)*        | 31e                       |
| 163                               | Connor McConvey (IRL)     | 69e                       |
| 164                               | Jasper Bovenhuis (NED)    | 32e                       |
| 165                               | Nicolas Vereecken (BEL)   | 30e                       |
| 166                               | Emiel Wastyn (BEL)        | 118e                      |
| 167                               | Oliver Kent-Spark (AUS)   | 119e                      |
| 168                               | Damien Shaw (IRL) (Route) | 86e                       |
| Directeur sportif : Kurt Bogaerts |                           |                           |

| Veranclassic-Ago VER                | Veranclassic-Ago VER   | Veranclassic-Ago VER |
| ----------------------------------- | ---------------------- | -------------------- |
| Num                                 | Coureur                | Pos                  |
| 171                                 | Justin Jules (FRA)     | AB-4                 |
| 172                                 | Jonathan Breyne (BEL)  | AB-3                 |
| 173                                 | Julien Dechesne (BEL)  | 116e                 |
| 174                                 | Matthias Legley (BEL)  | 120e                 |
| 175                                 | Antoine Leleu (BEL)*   | NP-5                 |
| 176                                 | Yannick Mayer (GER)    | 110e                 |
| 177                                 | Robin Mertens (BEL)    | AB-3                 |
| 178                                 | Dimitri Peyskens (BEL) | 83e                  |
| Directeur sportif : Willy Teirlinck |                        |                      |

| Verandas Willems VWT               | Verandas Willems VWT     | Verandas Willems VWT |
| ---------------------------------- | ------------------------ | -------------------- |
| Num                                | Coureur                  | Pos                  |
| 181                                | Brecht Dhaene (BEL)      | 101e                 |
| 182                                | Stef Van Zummeren (BEL)  | 94e                  |
| 183                                | Jari Verstraeten (BEL)   | AB-2                 |
| 184                                | Kai Reus (NED)           | 65e                  |
| 185                                | Timothy Dupont (BEL)     | 34e                  |
| 186                                | Sander Cordeel (BEL)     | 50e                  |
| 187                                | Dries De Bondt (BEL)     | AB-3                 |
| 188                                | Christophe Prémont (BEL) | 56e                  |
| Directeur sportif : Sammie Moreels |                          |                      |